# Otakar Lada
Otakar Lada (født 22. maj 1883 i Prag, død 12. juli 1956) var en bøhmisk fægter, som deltog i de olympiske lege 1908 i London.
Lada var ved OL 1908 tilmeldt i fire konkurrencer. I kårde kom han ikke videre fra første runde individuelt, og for hold var han med til at komme til kvartfinalen. I sabel nåede han til anden runde i den individuelle konkurrence, mens han var med for Bøhmen i holdkonkurrencen, som blev afviklet efter bergvallsystemet. Her vandt Bøhmen først over Nederlandene og derpå i semifinalen over Frankrig, men tabte så i finalen til Ungarn, der fik guld. Italien, som havde tabt til Ungarn i semifinalen, vandt derpå over Tyskland, som havde tabt til Ungarn tidligere, og blev nummer to, mens Bøhmen blev nummer tre. Bøhmens hold bestod derudover af Ladas bror, Vlastimil Lada-Sázavský samt Vilém Goppold von Lobsdorf, František Dušek og Bedřich Schejbal.
Lada skulle egentlig også være med ved OL 1924 i Paris, nu for Tjekkoslovakiet, men deltog ikke i nogen af konkurrencerne.